# Dollar des Établissements des détroits
Le dollar des Établissements des détroits (en anglais : Straits dollar) est l'unité de compte des Établissements des détroits, une colonie britannique située dans l'actuelle Malaisie. Lancé entre 1845 et 1862, institué en 1898, il disparaît en 1939. Il était divisé en 100 cents.

## Histoire monétaire
Formés en 1826, les Établissements des détroits connaissent de facto la roupie indienne comme seule unité de compte circulante, étant donné que ce territoire était placé sous le contrôle de la Compagnie britannique des Indes orientales (East India Company). Toutefois, des modules en argent pesant 27 g comme la « piastre espagnole » valant 8 réaux frappée à Mexico, le dollar de Penang, le yuan impérial chinois, etc., tous contremarqués, y circulaient à concurrence de la roupie. De petits modules en étain et en bronze servaient de monnaie divisionnaire, appelées keping et pitis, frappées localement ou entre autres par le sultanat de Brunei.
La Compagnie décide de faire frapper par la Monnaie de Calcutta des pièces spécifiques pour ce territoire à partir de 1845, il s'agit de modules en bronze représentant à l'avers la reine Victoria et pour des valeurs allant de ¼, ½ et 1 cent, sans indication géographique. En 1862, de nouveaux types de pièces sont fabriqués sans mention de la Compagnie mais au nom de l'India / Straits, pour les mêmes valeurs. En 1867, les Établissements des détroits n'étant plus rattachés à l'administration indo-britannique, le dollar est déclaré seule monnaie officielle. En 1898, le Board of Commissioners of Currency basé à Singapour récupère le monopole d'émission sur les pièces et les billets. La valeur du dollar fut divisée par deux au cours des huit années suivantes pour finir à 2 shilling et 4 pence de livre sterling.
À compter du 31 août 1904, les pièces en argent de 1 dollar de Hong Kong et de 1 peso mexicain cessaient d'avoir cours légal. En dehors des Établissements, le dollar circule dans les États malais fédérés, les États malais non fédérés, le Royaume de Sarawak, le Brunei et au Bornéo du Nord.
Le dollar des Établissements des détroits disparaît fin 1939, remplacé très brièvement par le dollar malais et le dollar de Sarawak, car en 1941, les forces impériales japonaise envahissent ces territoires et l'occupent jusqu'en 1945 (voir Monnaie d'invasion japonaise).

## Émissions monétaires

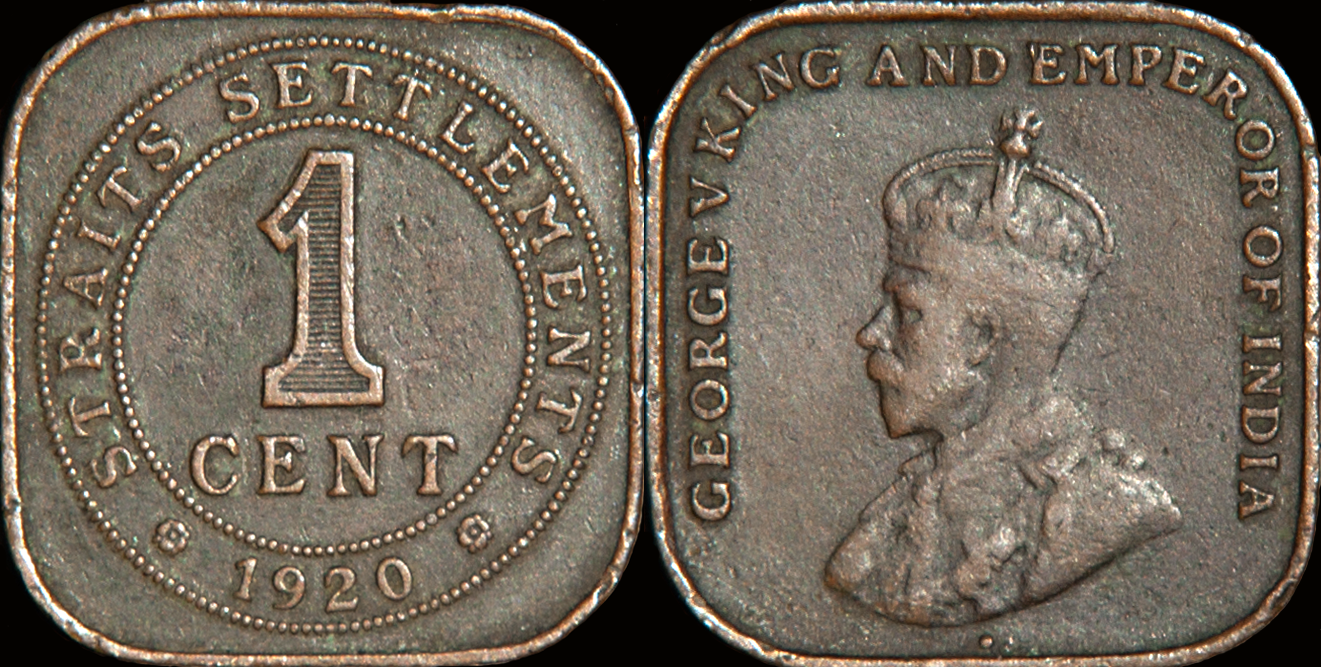
Pièce de 1 cent 1920 en bronze, avers et revers.

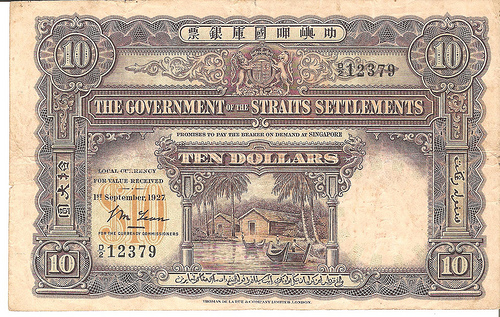
Billet de 10 dollars, série 1927 (recto).

### Pièces de monnaie
Sous les règnes de Victoria, Édouard VII, George V et George VI furent fabriquées des pièces de ¼, ½ et 1 cent en bronze, de 10, 20 et 50 cents en argent. La pièce de 1 dollar en argent ne fut émise que de 1903 à 1909, puis de 1919 à 1926 : le titrage et le poids furent entre-temps fortement abaissés.

### Billets de banque
Le Board of Commissioners of Currency de Singapour émet dès 1898 des billets de 5 et 10 dollars ; les billets émis par la Standard Chartered et la Hong Kong & Shanghai Bank y circulent librement. Par la suite sont imprimés des billets de 50, 100 et 1 000 dollars. Tous ces billets ont été fabriqués par De La Rue. Entre 1917 et 1920, sont émis des billets de nécessité de faibles montants.